# Delia flavipes
Delia flavipes este o specie de muște din genul Delia, familia Anthomyiidae, descrisă de Tian și Ma în anul 1999. Conform Catalogue of Life specia Delia flavipes nu are subspecii cunoscute.